# Karaçay, Honaz
Karaçay là một thị trấn thuộc huyện Honaz, tỉnh Denizli, Thổ Nhĩ Kỳ. Dân số thời điểm năm 2010 là 1.253 người.